# El diari d'Alice
El diari d'Alice (portuguès: O Diário de Alice) és una sèrie d'animació portuguesa de 2023 creada per Diogo Viegas.
Es tracta d'una coproducció portuguesa - brasilera - espanyola, que s'estrenà en línia a principis de març del 2024 per RTP Online i s'emeté el 25 de març a RTP2. A Espanya, es va estrenar el març de 2024 a Clan, emetent-se també versions en gallec i valencià a TVG2 i À Punt. El 2024, va ser seleccionat per al festival de cinema d'Annecy.
Dirigida al públic jove, la sèrie està composta d'històries imaginatives de cinc minuts, amb il·lustracions simpàtiques. La fantasia que la sèrie utilitza com a recurs narratiu funciona també com a solució per resoldre i superar situacions que s'ajusten a la quotidianitat de l'educació infantil o per proposar aprenentatges valuosos per al públic.